# Insluitmiddel
Een insluitmiddel is een doorzichtige vloeistof (die later vaak indroogt of uithardt) waarin biologische of andere preparaten kunnen worden ingebed (vooral op microscoopglaasjes, onder een dekglaasje), om ze lang houdbaar te maken en hantering en bestudering te vergemakkelijken.
Bekende insluitmiddelen zijn heldere harsen, hars van natuurlijke oorsprong  (canadabalsem, malinol) of kunsthars van synthetische oorsprong (entellan, eukitt, euparal, en Hoyers medium).